# 亨里希·姆希塔良
亨里希·哈姆雷特·姆希塔良（亞美尼亞語：[hɛnˈɾiχ məχitʰɑˈɾjɑn] ⓘ，1989年1月21日—），是一名亚美尼亚職業足球员，目前效力意甲俱樂部国际米兰，前亞美尼亞國家足球隊隊長。司職攻擊中场、翼鋒。
米希達恩為佩歷克的青訓球員，先後於2009年至2013年間效力頓涅茨克冶金工人和頓內次克礦工兩支烏克蘭球隊。2013年，他轉會至德國甲組足球聯賽球隊多特蒙德，效力3年後轉投英格蘭超級足球聯賽球隊曼聯。2018年1月，在一笔球员直接交换的交易中正式转投阿仙奴，而桑切斯则转投曼联。
在國家隊方面，米希達恩於2007年1月起為國家隊披甲，目前上陣了88場，攻入30球。他是國家隊歷史上入球最多的球員，亦是球隊現時的隊長。2016年，米希達恩成為亞美尼亞國家隊首個完成帽子戲法的球員。
米希達恩自2009年至2017年間，8次獲得亞美尼亞足球先生的獎項，仅2010年未获此奖。他亦於2012年成為烏克蘭聯賽最佳球員。2012-13賽季，他以25個聯賽入球成為當季聯賽的神射手，成為烏克蘭足球超級聯賽自1992年创办以來單季入球最多的球員。2012年，米希達恩獲得波羅的海和獨立國家聯合體足球先生的獎項，他成為首位獲得代表後蘇聯國家最佳足球員獎的亞美尼亞人。次年，他再度獲獎，成為繼舍甫琴科和阿爾沙文後，贏得此獎項多於1次的球員。2015-16賽季，米希達恩於效力多蒙特時，成為當季德甲聯賽助攻王。

## 早年
1989年1月21日，米希達恩於蘇聯亚美尼亚苏维埃社会主义共和国的首都葉里溫出生，父親哈姆雷特·姆希塔良為一名足球員，司職前鋒，1980年代曾效力艾拉華特，但於33歲時因脑肿瘤而去世，當時米希達恩只有7歲；母親瑪莉娜·塔施扬（Marina Taschyan）的母親則來自俄羅斯莫斯科。
父親的離世對米希達恩影響很深，他認為若父親仍在世，「所有東西將變得不一樣」，因父親以專業的角度給他提供意見。米希達恩父子的踢球風格相似，對此米希達恩表示「希望他能看見，並對他感到自豪」。米希達恩的母親是亞美尼亞足球總會國家隊部門的部長，而他的姐姐則於歐洲足球協會聯盟的總部工作。
1990年代，米希達恩舉家移民至法國，哈姆雷特·姆希塔良則為ASOA瓦朗斯（现已解散）上陣，協助他們成功升班至法國乙組足球聯賽。童年時期，米希達恩於瓦朗斯渡過。他希望跟父親一樣成為一位足球員，年幼時，米希達恩經常觀看父親比賽，並希望跟隨他訓練。1995年，米希達恩一家返回葉里溫。同年，亨里希·姆希塔良加入佩歷克的青年隊。他在亞美尼亞國家體育文化學院取得毕业证书後，於圣彼得堡国际贸易、经济及法律学院葉里溫分部修讀經濟學。畢業後，米希達恩曾希望修讀律師的課程。2003年，14歲的米希達恩曾到巴西的聖保羅足球會進行試訓，同期的球員有埃尔纳内斯和奥斯卡。因時任領隊堅持，他於2004年返回佩歷克。米希達恩的兒時偶像為前皇家馬德里領隊齐达内。

## 球會生涯

### 佩歷克
1995年，米希達恩加入佩歷克的青訓系統，於15歲獲得首份合同薪金。其後，他被提拔至球隊的一線隊，於2006年時首次為一線隊上陣，當時米希達恩只有16歲。2009年為他最後一季為佩歷克上陣的賽季。該季，他於10場聯賽中攻入11球。效力的4年間，米希達恩蝉联4届聯賽冠軍（2006年至2009年），他亦跟隨球隊贏得2007年和2009年的亞美尼亞超級盃，以及2009年的亞美尼亞盃。兼任亞美尼亞國家足球隊与佩歷克主教練的承認，他希望米希達恩「到更強的聯賽作賽」，認為米希達恩正以自己的方式一步步成長為一名傳奇球員，並表示「他擁有改變賽果的能力，能於重要時刻抓住機會，並以入球為樂」。
在贏得2009年的聯賽冠軍後，米希達恩轉會至烏克蘭足球超級聯賽球隊頓涅茨克冶金工人。

### 頓涅茨克冶金工人

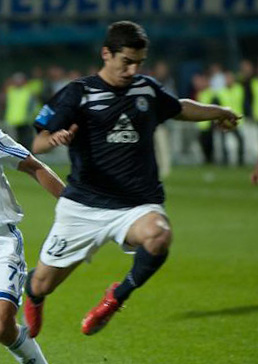
2009年，為頓涅茨克冶金工人上陣時的米希達恩

2009年，米希達恩正式成為球隊一員。7月16日，他於欧足联欧洲联赛對陣白俄羅斯足球超級聯賽球隊明斯克柏迪遜的比賽中，首次為球隊上陣，攻入1球，協助球隊以3比0勝出比賽。3日後，他在對陣第聶伯羅的比賽中，首次於聯賽上陣，最終雙方以0比0賽和。7月26日，他在對陣卡帕提時攻入首個聯賽入球，最終雙方比分為2比2。8月6日，米希達恩在欧足联欧洲联赛對陣斯洛文尼亞球隊國際布洛克足球會的次回合比賽中，攻入1球，協助球隊兩回合計以5比0大勝晉級。
2010年7月14日，米希達恩以21歲之齡被任命為次季球隊的隊長，成為球會歷史上最年輕的隊長。7月16日，他於對陣布洛瓦爾足球會時，於第89分鐘射入十二碼，攻入本賽季首個聯賽入球，最終球隊以3比0勝出。8月30日，對陣第聶伯羅的比賽為他最後一場為頓涅茨克冶金工人上陣的比賽。效力的第2個賽季，米希達恩於聯賽為球隊上陣8場，攻入3球。2季合計，他共於聯賽上陣37場，攻入12球；於各項比賽中，他上陣了45場比賽，攻入16球。

### 薩克達

#### 2010-11賽季

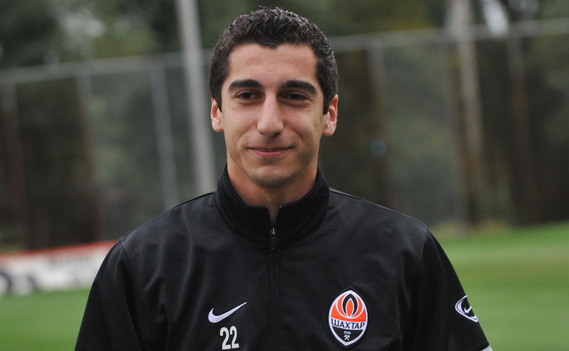
2010年效力薩克達時，進行訓練的米希達恩

2010年8月30日，米希達恩以750萬歐元轉會至烏克蘭的頓內次克礦工。於轉會前，米希達恩曾前往伊朗職業足球聯賽球會梅斯科爾曼足球會進行試訓，但時任領隊沙末·馬法維拒絕簽下他。2010年9月10日，米希達恩在客負布洛瓦爾足球會1比0的比賽中首次代表球隊上陣，他首发出场，在第62分鐘被换下。19日，他於主場首次上陣並攻入1球，協助球隊以4比1反勝泰夫利亞，这也是他首次为球队进球。3日後，米希達恩首次代表頓內次克礦工出战烏克蘭盃，對陣卡夫巴斯的比賽中攻入球隊的第2球，最終球隊以6比0大勝對手晉級。9月25日，他在補時階段攻入1球，協助球隊以2比1客勝哈爾科夫冶金。9月28日，他在歐洲冠軍聯賽出戰對陣布拉加的比賽，首次代表球隊於歐洲賽事上陣，最終球隊以3比0勝出。米希達恩於當季對陣基輔迪納摩的烏克蘭盃決賽亦有份出場，他於第81分鐘後備入替，最終球隊以2比0勝出奪冠。米希達恩於薩克達首季的成績十分成功，因球隊以三冠王的成績完成賽季。

#### 2011-12賽季

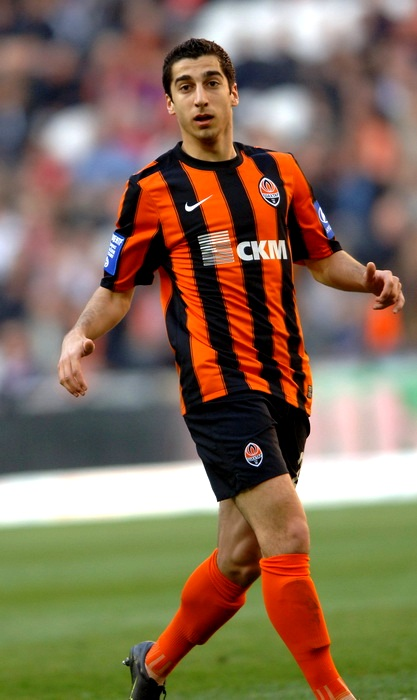
2011年，為薩克達上陣時的米希達恩

2011-12賽季，薩克達成功贏得聯賽和盃賽冠軍。米希達恩於聯賽揭幕戰對陣布洛瓦爾的比賽中攻入1球，協助球隊以4比0大勝。2012年3月4日，他在對陣第聶伯羅的比賽中攻入追平的入球，最終雙方以1比1握手言和。4月11日，米希達恩在盃賽對陣米達雷治的比賽中攻入全場唯一的入球。5月6日，他在烏克蘭盃決賽正選出戰對陣舊東家當尼斯克的比賽，米希達恩於第62分鐘被後備入替，最終薩克達在補時階段攻入1球，以2比1擊敗對手奪冠。賽季完結後，米希達恩在球會官方網站一次的投票中，以38％的得票，成為球隊聯賽最佳球員。全季，米希達恩於各項賽事上陣37場比賽，攻入11球，其中於聯賽上陣26場比賽，攻入10球。

#### 2012-13賽季
米希達恩於2012年烏克蘭超級盃對陣頓涅茨克冶金工人的比賽中有上陣的機會，而球隊最終以2比0勝出並奪冠。於聯賽首戰主勝基輔兵工廠6比0的比賽中，米希達恩攻入2球，並交出2次助攻；而在客勝祖奴摩勒斯5比1的比賽中，他上演帽子戲法，於開季6場比賽後便攻入10球，追平2011-12賽季全季的紀錄。9月19日，米希達恩在歐洲聯賽冠軍盃對陣洛斯查蘭特的比賽中梅開二度，協助球隊淨勝2比0，這場比賽為他首次於歐洲聯賽冠軍盃入球，賽後他被選為全場最佳球員和入選本輪最佳球員。2013年3月16日，米希達恩在對陣祖奴摩勒斯有份上陣，第100次為球隊於聯賽上陣。
2013年5月11日，米希達恩在主勝泰夫利亞5比0的聯賽中，攻入本賽季於聯賽的第23和24球，打破了烏克蘭聯賽單一賽季最多入球的紀錄。最終，米希達恩以25個聯賽入球完成賽季，而他的技術和對球隊的貢獻被廣泛稱讚。

### 多蒙特

#### 2013-14賽季
2013年6月25日，多蒙特出價2,500萬英鎊（3,000萬歐元），希望買下米希達恩，但薩克達球隊總監謝爾蓋·柏爾堅（Sergei Palkin）認為多蒙特出價過低，球會認為多蒙特應出價3,000萬英鎊（3,600萬歐元）。同一场新闻发布会上，柏爾堅亦確認於簽下，轉會費為1,250萬英鎊（1,500萬歐元），媒体推测这是为了顶替即将离队的米希達恩。7月5日，有報導指多蒙特成功收購他，球員正前往德國進行體檢。8日，多蒙特官方宣佈米希達恩將轉會，簽約4年，轉會費為約2,150萬英鎊（2,500萬歐元）。薩克達和多蒙特完成「所有必需的正式手續」後，費用為2,360萬英鎊（2,750萬歐元），成為多蒙特歷史上最昂貴的收購球員。
2013年7月10日，米希達恩於對陣巴塞爾的友誼賽中，先於第11分鐘交出助攻予，再於16分鐘後攻入1球，協助球隊作客圣雅各布公园球场以3比1勝出。可是，米希達恩因傷無法出戰2013年德國超級盃。避戰3星期後，他於聯賽對陣的比賽中復出，完成轉會後首戰。在對陣法兰克福的比賽中，米希達恩梅開二度，帶領球隊以2比1勝出，繼續排列聯賽榜首。於客勝阿仙奴2比1的比賽中，他攻入轉會後首個歐洲聯賽冠軍盃入球。
本賽季，米希達恩於德甲聯賽攻入9球，交出10次助攻，被列入WhoScored德甲最佳陣容，多蒙特最終以次名完成聯賽，德國盃亦屈居亞軍。

#### 2014-15賽季
米希達恩於2014年德國超級盃對陣拜仁慕尼黑的比賽中攻入1球，協助球隊以2比0擊敗對手奪冠。2014年9月，他因受傷而需避戰一個月；12月13日，他再次受傷。2015年2月28日，他在魯爾區德比對陣沙尔克04的比賽中取得入球，協助球隊大勝3比0。

#### 2015-16賽季
2015年8月6日，多蒙特在歐足協歐霸盃外圍賽第三圈次回合的比賽中，於主場迎戰奧地利的禾夫斯貝加，教練首次於主場領軍，米希達恩在比賽末段完成帽子戲法，球隊最終在次回合以5比0勝出，兩回合計以6比0勝出並晉級附加賽。3日後，他在德國盃首圈對陣真尼沙的比賽中攻入1球，協助球隊以2比0勝出。8月15日，米希達恩在聯賽首戰對陣慕遜加柏的比賽中梅開二度，協助球隊以4比0勝出。5日後，他在歐足協歐霸盃附加賽對陣奧特的首回合比賽中，以頭鎚攻入1球，助球隊以4比3反勝對手。
2015年10月28日，米希達恩在本土盃賽第二圈的比賽中攻入1球，助球隊以7比1大勝晉級。8日後，他於歐足協歐霸盃小組賽最後一輪對陣卡巴拉的比賽中，攻入1球，助球隊以4比0勝出，取得三十二強的席位。
2016年4月20日，米希達恩於德國盃準決賽中攻入1球，最終球隊以3比1戰勝哈化柏林，晉級決賽。賽季完結後，他當選了踢球者德甲最佳球員，並以15個聯賽助攻成為當季德甲助攻王。

### 曼聯

#### 2016-17賽季

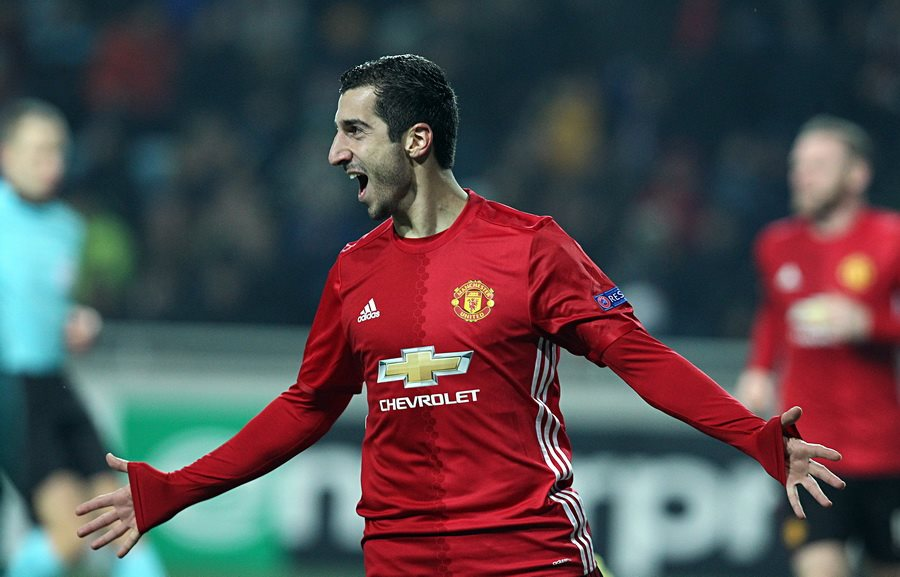
2016年，慶祝入球的米希達恩

2016年7月2日，多蒙特的行政總監表示，售賣米希達恩至曼聯是無可避免，因為球員與球會只剩下一年合約，若不售賣，球員於半年後將能免費轉會。4日後，他以2,700萬至3,000萬英鎊的價錢轉會至英格蘭超級足球聯賽球會曼聯，簽約4年，球會有權延長合約年期1年。米希達恩成為首位加盟英超球會的亞美尼亞人。
2016年7月15日，米希達恩於對陣韋根的友誼賽中首次上陣，球隊最終小勝2比0。8月7日，他首次於正式比賽上陣，米希達恩於英格蘭社區盾對陣李斯特城時，於補時階段後備入替，最終球隊以2比1擊敗對手奪得社區盾。8月14日，他在客勝般尼茅夫3比1的比賽中上陣，於第75分鐘後備入替，成為首位於英超上陣的亞美尼亞球員。9月10日，米希達恩於曼徹斯特德比首次正選上陣，但於半場被被換下。
2016年12月8日，米希達恩在歐足協歐霸盃對陣索爾亞的比賽中攻入轉會後首球，助球隊作客以2比0取得勝利。3日後，他在聯賽對陣托定咸熱刺的比賽射入全場唯一的入球，此球是他英超和在主場攻入的首球，但他於下半場時被對方後衛踢中腳踝受傷，被換離場。避戰2場比賽後，米希達恩於對陣新特蘭的聯賽中復出，並以「蠍子腳」攻入1球，他形容此球為「他所有的入球中最漂亮的一球」。他於歐足協歐霸盃決賽取得入球，助球隊以2比0擊敗阿積士奪冠，米希達恩亦成為首位贏得歐洲賽事錦標的亞美尼亞球員。

#### 2017-18賽季
於首3場英超比賽，米希達恩交岀5次助攻，追平聯賽紀錄。但是，他其後狀態下滑，在主勝紐卡素4比1的比賽出場後，便被剔出正選陣容。

### 阿仙奴
2018年1月22日，阿仙奴官方宣佈，米希達恩轉投阿仙奴而桑切斯則轉投曼聯，兩名球員以互換東家的形式轉會。2月3日，米希達恩於主勝愛華頓5比1的比賽中首次正選上陣，交出3次助攻。3月8日，米希達恩於欧足联欧洲联赛對陣AC米蘭的比賽中攻入轉會後首個入球，助球隊於十六強首回合客勝2比0。3月11日，他於對陣屈福特的比賽中，射入首個聯賽入球，最終球隊於主場以3比0大勝對手。4月29日，米希達恩於倒戈對陣曼聯的聯賽中射入1球，入球後，米希達恩出於尊重拒絕慶祝，阿仙奴最終作客以2比1落敗。

### 羅馬
2020年8月，在羅馬租借一年後，姆希塔良與阿森纳足球俱乐部達成了終止合約的協議，允許他永久加入羅馬體育俱樂部。

## 國家隊生涯

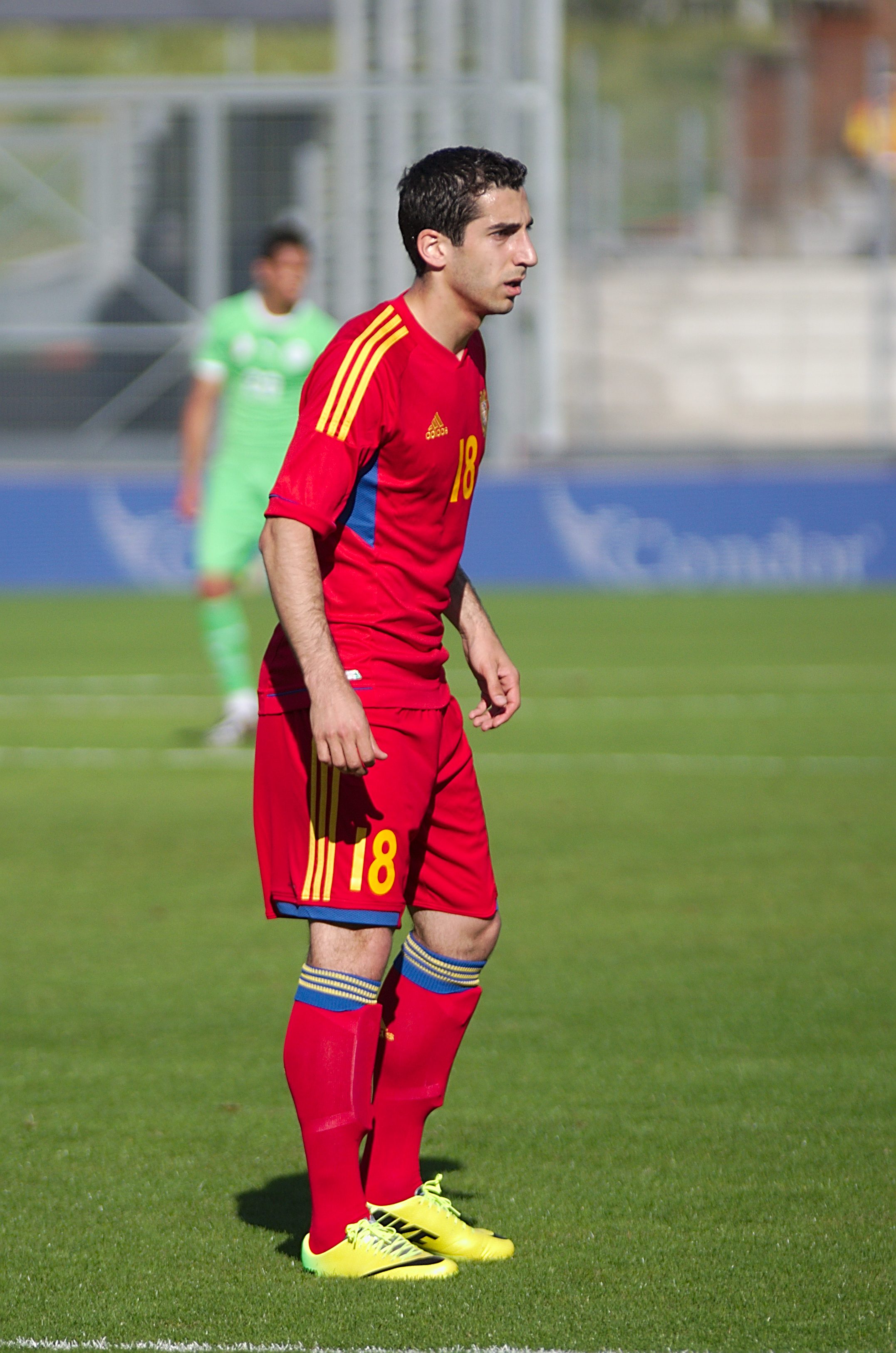
2014年，為亞美尼亞隊上陣時的米希達恩

2007年1月14日，米希達恩在對陣巴拿馬國家足球隊時首次代表國家隊上陣。
米希達恩於2012年歐洲國家盃外圍賽攻入6球，成為小組的神射手。雖然亞美尼亞未能晉身決賽週，但他的表現足以入選當屆的最佳陣容。
2013年9月10日，門將兼正隊長羅曼·別列佐夫斯基於2014年國際足協世界盃外圍賽對陣丹麥國家足球隊的比賽缺陣，米希達恩首次擔任隊長，但球隊以0比1見負。10月15日，於主負意大利國家足球隊1比3的比賽中，米希達恩攻入1球，以12個入球超越艾杜亞·比杜斯恩成為亞美尼亞隊歷史上入球最多的球員。
2014年5月27日，米希達恩在友誼賽對陣沙地阿拉伯國家足球隊時梅開二度，帶領球隊以4比3險勝對手。2016年5月28日，他在對陣危地馬拉國家足球隊時大演帽子戲法，完成亞美尼亞隊歷史上首個帽子戲法。

## 個人生活
米希達恩被亞美尼亞的球迷稱為「Heno」（Հենո），這是他的名字「Henrikh」縮短而成，米希達恩本人亦接受這個暱稱。於歐洲，米希達恩通常被稱為「Micki」，於一次的訪問中，他透露這個名稱是轉會至多蒙特後，由時任教練更改的，因為他的名字太難發音，米希達恩認為可以接受這個稱呼。於社交媒體Instagram上，他的帳號名稱為「micki_taryan」。
米希達恩是一名多語能通，能說七種語言，分別是亚美尼亚语、法语、葡萄牙語、俄语、乌克兰语、英語和德語。米希達恩把對俄語的認識歸因於他的外祖母，因他的外祖母為俄羅斯籍。前三種語言是他於童年時學習，剩餘的則於效力烏克蘭、德國和英格蘭的球會時學習。薩克達於每次主隊入球後，會在主場頓巴斯球場播放該球員國籍的歌曲，而每次米希達恩入球後，球會選擇播放所創作的馬刀舞曲。由於米希達恩效力薩克達時經常能取得入球，這首歌曲於頓涅茨克變得十分流行。
2012年，基於慶祝葉里溫城建立第2794年，地方議會決定頒發「葉里溫榮譽市民」予米希達恩，以表揚他於足球界成功和於體育的成就。
米希達恩曾三次到達阿尔察赫進行慈善探訪。2011年12月，他到達斯捷潘納克特，並派發禮物予當地陣亡士兵的家庭。其後，米希達恩獲得NKR總理的獎項。
若不能成為一名足球員，米希達恩表示他或會選擇成為一位短跑選手。
2019年6月，姆希塔良在意大利威尼斯附近的聖拉扎羅·德利 ·阿曼尼修道院與貝蒂·瓦爾丹揚結婚。
她是亞美尼亞主要捲菸和糖果生產商Grand Holding創始人漢特·瓦爾丹揚的孫女。

## 生涯統計

### 球會
最後更新：2022年7月25日
| 球會             | 賽季        | 聯賽                 | 聯賽 | 聯賽 | 本土盃賽 | 本土盃賽 | 聯賽盃 | 聯賽盃 | 洲際比賽 | 洲際比賽 | 其他 | 其他 | 總計 | 總計 |
| 球會             | 賽季        | 聯賽                 | 出場 | 入球 | 出場     | 入球     | 出場   | 入球   | 出場     | 入球     | 出場 | 入球 | 出場 | 入球 |
| ---------------- | ----------- | -------------------- | ---- | ---- | -------- | -------- | ------ | ------ | -------- | -------- | ---- | ---- | ---- | ---- |
| 佩歷克           | 2006        | 亞美尼亞足球超級聯賽 | 12   | 1    | 0        | 0        | —      | —      | —        | —        | —    | —    | 12   | 1    |
| 佩歷克           | 2007年      | 亞美尼亞足球超級聯賽 | 24   | 12   | 0        | 0        | —      | —      | 4        | 0        | —    | —    | 28   | 12   |
| 佩歷克           | 2008年      | 亞美尼亞足球超級聯賽 | 24   | 6    | 5        | 3        | —      | —      | 2        | 0        | —    | —    | 31   | 9    |
| 佩歷克           | 2009年      | 亞美尼亞足球超級聯賽 | 10   | 11   | 6        | 2        | —      | —      | —        | —        | —    | —    | 16   | 13   |
| 佩歷克           | 總計        | 總計                 | 70   | 30   | 11       | 5        | —      | —      | 6        | 0        | —    | —    | 87   | 35   |
| 頓涅茨克冶金工人 | 2009-10賽季 | 乌超                 | 29   | 9    | 2        | 0        | —      | —      | 6        | 4        | —    | —    | 37   | 13   |
| 頓涅茨克冶金工人 | 2010-11     | 乌超                 | 8    | 3    | 0        | 0        | —      | —      | —        | —        | —    | —    | 8    | 3    |
| 頓涅茨克冶金工人 | 總計        | 總計                 | 37   | 12   | 2        | 0        | —      | —      | 6        | 4        | —    | —    | 45   | 16   |
| 頓內次克礦工     | 2010-11     | 乌超                 | 17   | 3    | 3        | 1        | —      | —      | 7        | 0        | —    | —    | 27   | 4    |
| 頓內次克礦工     | 2011-12     | 乌超                 | 26   | 10   | 4        | 1        | —      | —      | 6        | 0        | 1    | 0    | 37   | 11   |
| 頓內次克礦工     | 2012-13     | 乌超                 | 29   | 25   | 4        | 2        | —      | —      | 8        | 2        | 1    | 0    | 42   | 29   |
| 頓內次克礦工     | 總計        | 總計                 | 72   | 38   | 11       | 4        | —      | —      | 21       | 2        | 2    | 0    | 106  | 44   |
| 多特蒙德         | 2013-14     | 德甲                 | 31   | 9    | 5        | 2        | —      | —      | 10       | 2        | 0    | 0    | 46   | 13   |
| 多特蒙德         | 2014-15     | 德甲                 | 28   | 3    | 6        | 1        | —      | —      | 7        | 0        | 1    | 1    | 42   | 5    |
| 多特蒙德         | 2015-16     | 德甲                 | 31   | 11   | 6        | 5        | —      | —      | 15       | 7        | —    | —    | 52   | 23   |
| 多特蒙德         | 總計        | 總計                 | 90   | 23   | 17       | 8        | —      | —      | 32       | 9        | 1    | 1    | 140  | 41   |
| 曼聯             | 2016-17     | 英超                 | 24   | 4    | 3        | 1        | 2      | 0      | 11       | 6        | 1    | 0    | 41   | 11   |
| 曼聯             | 2017-18     | 英超                 | 15   | 1    | 1        | 0        | 1      | 0      | 4        | 1        | 1    | 0    | 22   | 2    |
| 曼聯             | 總計        | 總計                 | 39   | 5    | 4        | 1        | 3      | 0      | 15       | 7        | 2    | 0    | 63   | 13   |
| 阿仙奴           | 2017-18     | 英超                 | 11   | 2    | —        | —        | —      | —      | 6        | 1        | —    | —    | 17   | 3    |
| 阿仙奴           | 2018-19     | 英超                 | 25   | 6    | 0        | 0        | 3      | 0      | 11       | 0        | —    | —    | 38   | 6    |
| 阿仙奴           | 2019-20     | 英超                 | 3    | 0    | —        | —        | —      | —      | —        | —        | —    | —    | 3    | 0    |
| 阿仙奴           | 總計        | 總計                 | 39   | 8    | 0        | 0        | 3      | 0      | 17       | 1        | —    | —    | 59   | 9    |
| 罗马 (租借)      | 2019–20     | 意甲                 | 22   | 9    | 0        | 0        | —      | —      | 5        | 0        | —    | —    | 27   | 9    |
| 罗马             | 2020–21     | 意甲                 | 34   | 13   | 1        | 1        | —      | —      | 11       | 1        | —    | —    | 46   | 15   |
| 罗马             | 2021–22     | 意甲                 | 31   | 5    | 2        | 0        | —      | —      | 11       | 0        | —    | —    | 44   | 5    |
| 罗马             | 總計        | 總計                 | 87   | 27   | 3        | 1        | —      | —      | 27       | 1        | —    | —    | 117  | 29   |
| 国际米兰         | 2022–23     | 意甲                 | 0    | 0    | 0        | 0        | —      | —      | 0        | 0        | 0    | 0    | 0    | 0    |
| 生涯總計         | 生涯總計    | 生涯總計             | 434  | 143  | 48       | 19       | 6      | 0      | 124      | 24       | 5    | 1    | 617  | 187  |

### 國家隊上陣次數
截至2021年11月14日
| 亞美尼亞國家足球隊 | 亞美尼亞國家足球隊 | 亞美尼亞國家足球隊 |
| 年份               | 出場               | 入球               |
| ------------------ | ------------------ | ------------------ |
| 2007               | 2                  | 0                  |
| 2008               | 5                  | 0                  |
| 2009               | 7                  | 1                  |
| 2010               | 5                  | 3                  |
| 2011               | 8                  | 4                  |
| 2012               | 8                  | 2                  |
| 2013               | 8                  | 2                  |
| 2014               | 7                  | 4                  |
| 2015               | 6                  | 0                  |
| 2016               | 5                  | 3                  |
| 2017               | 9                  | 6                  |
| 2018               | 10                 | 1                  |
| 2019               | 6                  | 3                  |
| 2020               | 2                  | 1                  |
| 2021               | 7                  | 2                  |
| 總計               | 95                 | 32                 |

### 國家隊入球
亞美尼亞隊的比數及入球列前。
| #   | 日期           | 地點                                          | 對手           | 入球 | 比分 | 比賽                       |
| --- | -------------- | --------------------------------------------- | -------------- | ---- | ---- | -------------------------- |
| 1.  | 2009年3月28日  | 亞美尼亞，葉里溫，瓦茲根·薩爾基相共和黨體育場 | 爱沙尼亚       | 1–0  | 2–2  | 2010年國際足協世界盃外圍賽 |
| 2.  | 2010年5月25日  | 亞美尼亞，葉里溫，瓦茲根·薩爾基相共和黨體育場 |                | 1–0  | 3–1  | 友誼賽                     |
| 3.  | 2010年10月8日  | 亞美尼亞，葉里溫，瓦茲根·薩爾基相共和黨體育場 | 斯洛伐克       | 3–1  | 3–1  | 2012年歐洲國家盃外圍賽     |
| 4.  | 2010年10月12日 | 亞美尼亞，葉里溫，瓦茲根·薩爾基相共和黨體育場 | 安道尔         | 2–0  | 5–0  | 2012年歐洲國家盃外圍賽     |
| 5.  | 2011年9月2日   | 安道尔，安道尔城，老安道爾體育場              | 安道尔         | 3–0  | 3–0  | 2012年歐洲國家盃外圍賽     |
| 6.  | 2011年9月6日   | 斯洛伐克，日利納，波德杜布農球場              | 斯洛伐克       | 2–0  | 4–0  | 2012年歐洲國家盃外圍賽     |
| 7.  | 2011年10月7日  | 亞美尼亞，葉里溫，瓦茲根·薩爾基相共和黨體育場 | 北馬其頓       | 3–1  | 4–1  | 2012年歐洲國家盃外圍賽     |
| 8.  | 2011年10月11日 | 爱尔兰，都柏林，英傑華球場                    | 愛爾蘭         | 1–2  | 1–2  | 2012年歐洲國家盃外圍賽     |
| 9.  | 2012年10月12日 | 亞美尼亞，葉里溫，瓦茲根·薩爾基相共和黨體育場 | 義大利         | 1–1  | 1–3  | 2014年國際足協世界盃外圍賽 |
| 10. | 2012年11月14日 | 亞美尼亞，葉里溫，瓦茲根·薩爾基相共和黨體育場 | 立陶宛         | 3–0  | 4–2  | 友誼賽                     |
| 11. | 2013年6月11日  | 丹麦，哥本哈根，帕肯球场                      | 丹麦           | 4–0  | 4–0  | 2014年國際足協世界盃外圍賽 |
| 12. | 2013年10月15日 | 意大利，聖保羅球場                            | 義大利         | 2–1  | 2–2  | 2014年國際足協世界盃外圍賽 |
| 13. | 2014年5月27日  | 瑞士，卡鲁日，豐特內特球場                    | 阿联酋         | 2–1  | 4–3  | 友誼賽                     |
| 14. | 2014年5月27日  | 瑞士，卡鲁日，豐特內特球場                    | 阿联酋         | 3–2  | 4–3  | 友誼賽                     |
| 15. | 2014年6月6日   | 德國，緬恩斯，欧宝竞技场                      | 德国           | 1–1  | 1–6  | 友誼賽                     |
| 16. | 2014年9月7日   | 丹麦，哥本哈根，帕肯球场                      | 丹麦           | 1–0  | 1–2  | 2016年歐洲國家盃外圍賽     |
| 17. | 2016年5月26日  | 美國，洛杉矶，Stubhub中心                     |                | 1–1  | 7–1  | 友誼賽                     |
| 18. | 2016年5月26日  | 美國，洛杉矶，Stubhub中心                     | 4–1            |      | 7–1  | 友誼賽                     |
| 19. | 2016年5月26日  | 美國，洛杉矶，Stubhub中心                     | 5–1            |      | 7–1  | 友誼賽                     |
| 20. | 2017年3月26日  | 亞美尼亞，葉里溫，瓦茲根·薩爾基相共和黨體育場 |                | 1–0  | 2–0  | 2018年國際足協世界盃外圍賽 |
| 21. | 2017年6月4日   | 亞美尼亞，葉里溫，瓦茲根·薩爾基相共和黨體育場 | 圣基茨和尼维斯 | 2–0  | 5–0  | 友誼賽                     |
| 22. | 2017年6月4日   | 亞美尼亞，葉里溫，瓦茲根·薩爾基相共和黨體育場 | 圣基茨和尼维斯 | 3–0  | 5–0  | 友誼賽                     |
| 23. | 2017年10月8日  | 哈萨克斯坦，阿斯塔納，阿斯塔纳竞技场          |                | 1–0  | 1–1  | 2018年國際足協世界盃外圍賽 |
| 24. | 2017年11月9日  | 亞美尼亞，葉里溫，瓦茲根·薩爾基相共和黨體育場 | 白俄羅斯       | 2–0  | 4–1  | 友誼賽                     |
| 25. | 2017年11月13日 | 亞美尼亞，葉里溫，瓦茲根·薩爾基相共和黨體育場 | 賽普勒斯       | 3–1  | 3–2  | 友誼賽                     |
| 26. | 2018年11月13日 | 亞美尼亞，葉里溫，瓦茲根·薩爾基相共和黨體育場 | 北馬其頓       | 4–0  | 4–0  | 2018–19年歐洲國家聯賽D     |

## 榮譽

### 球會
佩歷克
- 亞美尼亞足球超級聯賽：2006年（英语：2006 Armenian Premier League）、2007年（英语：2007 Armenian Premier League）、2008年（英语：2008 Armenian Premier League）、2009年（英语：2009 Armenian Premier League）
- 亞美尼亞盃：2009年（英语：2009 Armenian Cup）
- 亞美尼亞超級盃：2007年、2008年

 薩克達
- 烏克蘭足球超級聯賽：2010-11賽季（英语：2010–11 Ukrainian Premier League）、2011-12賽季（英语：2011–12 Ukrainian Premier League）、2012-13賽季（英语：2012–13 Ukrainian Premier League）
- 烏克蘭盃：2010-11賽季（英语：2010–11 Ukrainian Cup）、2011-12賽季（英语：2011–12 Ukrainian Cup）、2012-13賽季（英语：2012–13 Ukrainian Cup）
- 烏克蘭超級盃：2012年

 多蒙特
- 德國超級盃：2014年（英语：2014 DFL-Supercup）

 曼聯
- 英格蘭社區盾：2016年（英语：2016 FA Community Shield）
- 英格蘭足球聯賽盃：2016-17賽季（英语：2016–17 EFL Cup）
- 欧足联欧洲联赛：2016-17賽季

 羅馬
- 歐協聯：2021–22[131]

 國際米蘭
- 義大利盃冠军：2022-23
- 義大利足球甲级联赛冠军：2023–24
- 義大利超級盃冠军：2022,2023

### 個人
- 亞美尼亞足球先生（英语：Armenian Footballer of the Year）：2009年、2011年[132]、2012年[133]、2013年[134]、2014年[135]、2015年、2016年、2017年
- 波羅的海和獨立國家聯合體足球先生（英语：Footballer of the Year in Baltic and Commonwealth of Independent States (Sport-Express)）：2012年[136]、2013年[137]
- 烏克蘭足球超級聯賽最佳球員：2012-13賽季（英语：2012–13 Ukrainian Premier League）
- 烏克蘭足球超級聯賽神射手：2012-13賽季（英语：2012–13 Ukrainian Premier League）[138]
- 德國甲組足球聯賽月度最佳球員：2016年4月[139]
- 德國甲組足球聯賽助攻王：2015-16賽季[140]
- 德國甲組足球聯賽最佳陣容：2015-16賽季[141]
- 德国足协杯神射手：2015-16賽季[142]
- 踢球者德甲最佳球員：2015-16賽季[85][86]
- 英格蘭超級足球聯賽每月最佳入球（英语：Premier League Goal of the Month）：2016年12月[143]
- 英格蘭聯賽盃助攻王：2016-17賽季（英语：2016–17 EFL Cup）[144]
- 曼聯年度最佳入球：2016-17賽季（2016年12月27日對陣新特蘭的比賽）[145]
- 欧足联欧洲联赛最佳陣容：2016-17賽季[146]

### 勳章
- 亞美尼亞國家一等獎章（2017年）[147][148]